# Dix (Illinois)
Dix és una vila dels Estats Units a l'estat d'Illinois. Segons el cens del 2000 tenia 494 habitants.

## Demografia
Segons el cens del 2000, Dix tenia 494 habitants, 274 habitatges, i 116 famílies. La densitat de població era de 91,3 habitants/km².
Dels 274 habitatges en un 16,8% hi vivien nens de menys de 18 anys, en un 34,3% hi vivien parelles casades, en un 6,2% dones solteres, i en un 57,3% no eren unitats familiars. En el 54,7% dels habitatges hi vivien persones soles el 36,1% de les quals corresponia a persones de 65 anys o més que vivien soles. El nombre mitjà de persones vivint en cada habitatge era d'1,8 i el nombre mitjà de persones que vivien en cada família era de 2,73.
Per edats la població es repartia de la següent manera: un 18,4% tenia menys de 18 anys, un 4,9% entre 18 i 24, un 20,4% entre 25 i 44, un 24,1% de 45 a 60 i un 32,2% 65 anys o més.
L'edat mediana era de 50 anys. Per cada 100 dones de 18 o més anys hi havia 69,3 homes.
La renda mediana per habitatge era de 12.222 $ i la renda mediana per família de 37.321 $. Els homes tenien una renda mediana de 28.000 $ mentre que les dones 19.306 $. La renda per capita de la població era de 12.463 $. Aproximadament el 10,6% de les famílies i el 22% de la població estaven per davall del llindar de pobresa.

## Poblacions properes
El següent diagrama mostra les poblacions més properes.